# Lemurodendron
Lemurodendron là một chi thực vật có hoa trong họ Đậu.